# 李廷章 (成化直隸進士)
李廷章（1435年—？），字子純，直隸池州府石埭縣人，明朝政治人物。進士出身。

## 生平
順天府鄉試第七名。成化二年（1466年）丙戌科會試第五十一名，殿試登進士第三甲第一百六十九名。

## 家族
曾祖父李性明。祖父李用質。父亲李士奇。